# London Pride

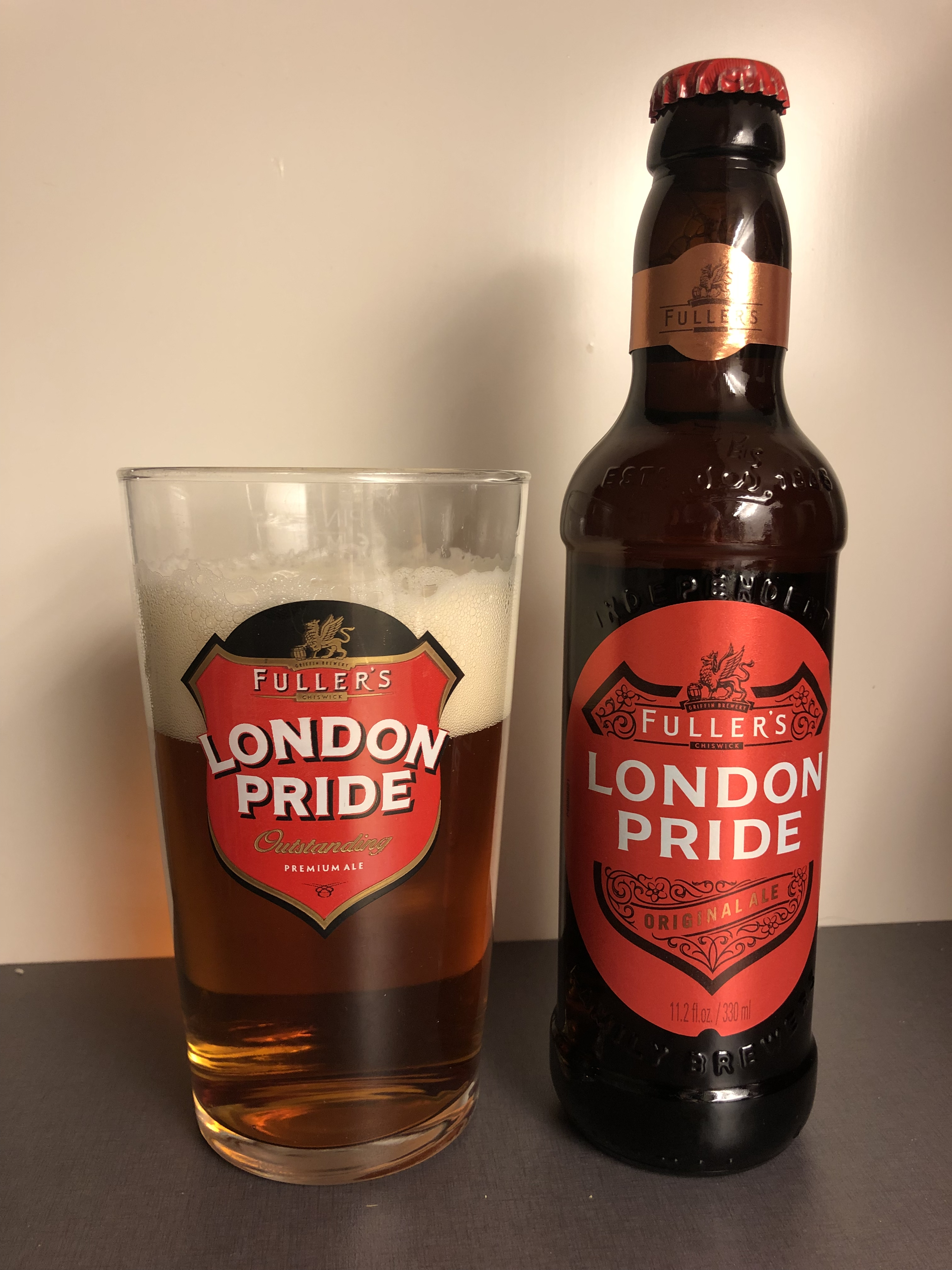
Bouteille et verre de London Pride

London Pride est une marque de bière ale très servie dans les pub londoniens. Cette bière est brassée par Fuller's Brewery (en), qui se trouve à Chiswick, à l'ouest de Londres . Elle est aussi vendue dans les supermarchés britanniques.
La bière a été brassée pour la première fois dans les années 1950, et en 1979 elle a gagné le titre de « Champion Bière de Grande-Bretagne ».
Son degré alcoolique est de 4,1 pour cent, mais les versions vendues aux supermarchés et à l'étranger titrent 4,7 pour cent.

## Autres usages du nom en anglais
Le nom anglais de la plante du genre Saxifraga « Désespoir du peintre » est aussi London Pride. London Pride est également le titre d'une chanson anglaise interprétée par Noël Coward, louant Londres et cette plante.